# وندی آرتین
وندی آرتین (انگلیسی: Wendy Artin) یک نقاش آمریکایی است. او در درجه اول در سبک آبرنگ و زغال کار می‌کند. کارهای او مجازی و کلاسیک است و کنش متقابل بی‌انتهای نور با سطوح روی معماری و بدن انسان را بررسی می‌کند.
آرتین در نیوتون، ماساچوست بزرگ شد، جایی که از درختان بالا می‌رفت، روی دستانش راه می‌رفت، سوار دوچرخه می‌شد و دائما نقاشی می‌کشید. او در دوران کودکی و بزرگسالی زمان زیادی را برای مسافرت و زندگی در خارج از کشور گذراند و در خیابان‌ها، کافه‌ها، موزه‌ها طراحی کردن را شروع کرد. وی هنگامی با همسرش برونو بوشین آشنا شد، که او در سفرهایش وی را در ایتالیا و کتاب‌فروشی وی، (Libreria del Viaggiatore)، در رم ملاقات کرد.
در 7 مارس 2023، موسسه معماری و هنر کلاسیک (ICAA) اعلام کرد که آرتین در سال 2023 برنده جایزه آرتور راس برای تعالی در سنت کلاسیک در هنرهای زیبا شد.